# Kesato Miyazaki
Kesato Miyazaki (jap. 宮崎 今佐人 Miyazaki Kesato; * 4. April 1981 in Tsumagoi) ist ein ehemaliger japanischer Eisschnellläufer.

## Werdegang
Miyazaki wurde bei den Juniorenweltmeisterschaften 1999 in Geithus Siebter im Kleinen-Vierkampf und nahm im Februar 2000 in Baselga di Piné erstmals am Eisschnelllauf-Weltcup teil, wobei er in der B-Gruppe den achten Platz über 5000 m errang. In den folgenden Jahren gewann er bei den Winter-Asienspielen 2003 in Hachinohe die Bronzemedaille über 5000 m sowie die Silbermedaille über 10000 m, bei den Einzelstreckenasienmeisterschaften 2004 in Chuncheon die Bronzemedaille über 5000 m sowie die Silbermedaille über 10000 m und belegte bei den Einzelstreckenweltmeisterschaften 2004 in Seoul den 23. Platz über 5000 m. Zudem wurde er in der Saison 2003/04 japanischer Meister im Großen-Vierkampf. In der Saison 2004/05 erreichte er in Baselga di Piné mit dem siebten Platz in der Teamverfolgung sein bestes Ergebnis im Weltcup und lief bei den Einzelstreckenweltmeisterschaften 2005 in Inzell auf den 22. Platz über 5000 m sowie auf den 14. Rang über 10000 m. Bei den Einzelstreckenasienmeisterschaften 2005 in Shibukawa gewann er jeweils die Silbermedaille über 5000 m und 10000 m und bei der Winter-Universiade 2005 in Innsbruck die Silbermedaille über 5000 m sowie die Goldmedaille  über 10000 m. Außerdem errang er bei der Mehrkampfweltmeisterschaft 2005 in Moskau den 19. Platz im Großen-Vierkampf. In der folgenden Saison siegte er bei den japanischen Meisterschaften über 3000 m und belegte bei den Olympischen Winterspielen 2006 in Turin den 21. Platz über 5000 m sowie den achten Rang in der Teamverfolgung. In der Saison 2006/07 absolvierte er in Erfurt seinen letzten Weltcup, welchen er in der B-Gruppe auf dem siebten Platz über 10000 m beendete. Bei den Einzelstreckenasienmeisterschaften 2007 in Changchun wurde er  Fünfter und bei den Winter-Asienspielen 2007 Siebter über 5000 m.

## Erfolge

### Olympische Spiele
- 2006 Turin: 8. Platz Teamverfolgung, 21. Platz 5000 m

### Einzelstrecken-Weltmeisterschaften
- 2004 Seoul: 23. Platz 5000 m
- 2005 Inzell: 14. Platz 10000 m, 22. Platz 5000 m

### Mehrkampf-Weltmeisterschaften
- 2005 Moskau: 19. Platz Großer-Vierkampf

### Winter-Asienspiele
- 2003 Hachinohe: 2. Platz 10000 m, 3. Platz 5000 m
- 2007 Changchun: 7. Platz 5000 m

### Asienmeisterschaften
- 2004 Chuncheon: 2. Platz 10000 m, 3. Platz 5000 m
- 2005 Shibukawa: 2. Platz 5000 m, 2. Platz 10000 m
- 2007 Changchun: 5. Platz 5000 m

## Persönliche Bestzeiten
| Disziplin | Zeit         | Datum             | Ort            |
| --------- | ------------ | ----------------- | -------------- |
| 500 m     | 37,53 s      | 16. Dezember 2001 | Nagano         |
| 1000 m    | 1:13,15 min  | 18. März 2001     | Calgary        |
| 1500 m    | 1:48,92 min  | 15. März 2001     | Calgary        |
| 3000 m    | 3:50,77 min  | 6. August 2005    | Salt Lake City |
| 5000 m    | 6:26,35 min  | 13. November 2005 | Calgary        |
| 10000 m   | 13:31,24 min | 15. März 2001     | Calgary        |